# سیارک ۲۳۷۳۳
سیارک ۲۳۷۳۳ (به انگلیسی: 23733 Hyojiyun، نامگذاری:1998HE123) بیست و سه هزار و هفتصد و سی و سومین سیارک کشف شده‌است که در ۲۳ آوریل ۱۹۹۸ کشف شد.
قدر مطلق سیارک برابر ۱۴.۸ است.